# Bhandara
Bhandara (nep. भण्डारा) – gaun wikas samiti w środkowej części Nepalu w strefie Narajani w dystrykcie Chitwan. Według nepalskiego spisu powszechnego z 2001 roku liczył on 2578 gospodarstw domowych i 14368 mieszkańców (7232 kobiet i 7136 mężczyzn).